# Monastero delle Santucce
Il monastero delle Santucce, ufficialmente monastero di San Giovanni in Laterano, era un'istituzione religiosa di Firenze già situata in via dell'Agnolo 27-89. Prende nome dalle monache "Santucce", fondate dalla beata Santuccia da Gubbio, da non confondere con le "Santucce" benedettine del monastero di San Silvestro in via San Gallo. Altri monasteri della medesima congregazione erano presenti a Castiglion Fiorentino, a Cortona, a Città di Castello, a Sansepolcro e a Forlì.

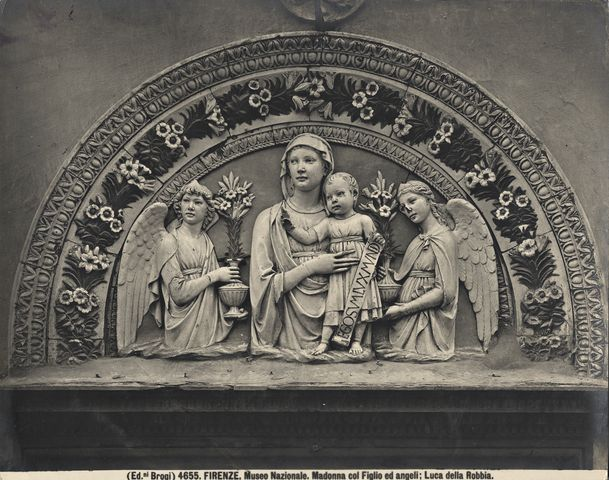
La Madonna di Luca della Robbia al Museo del Bargello

## Storia
Il convento era stato fondato nel 1470 con una bolla di papa Sisto IV, grazie al desiderio della vedova di Giovanni di Noferi degli Alfani, Niccolosa, che destinò una casa di famiglia. Fu retto dalle monache agostiniane e come badessa fu scelta una delle figlie di Niccolosa, Alessandra. Fu il papa a concedere la particolare titolazione, legata a San Giovanni in Laterano, e venne legato all'ospedale di Santo Spirito in Saxia, altra importantissima istituzione romana. Tale status al di fuori della giurisdizione fiorentina dovette essere all'origine di contese, forse legate ai confini parrocchiali, col vicino monastero di San Pier Maggiore. Nel 1495 la contesa finì con l'unione dei due monasteri.
La soppressione delle Santucce dovette risalire alle stesse disposizioni leopoldine che chiusero e smantellarono San Pier Maggiore.

## Descrizione
Sul portale esterno del monastero esisteva una lunetta con la Madonna col Bambino e angeli in terracotta policroma invetriata di Luca della Robbia, dal 1905 al Museo del Bargello.
Della lunetta parlava Francesco Bigazzi nel 1886, quando la descrisse stupendosi nel trovare in un'abitazione "misera nell'aspetto" un portale così ornato, memoria di un edificio religioso di cui si era persa la memoria.

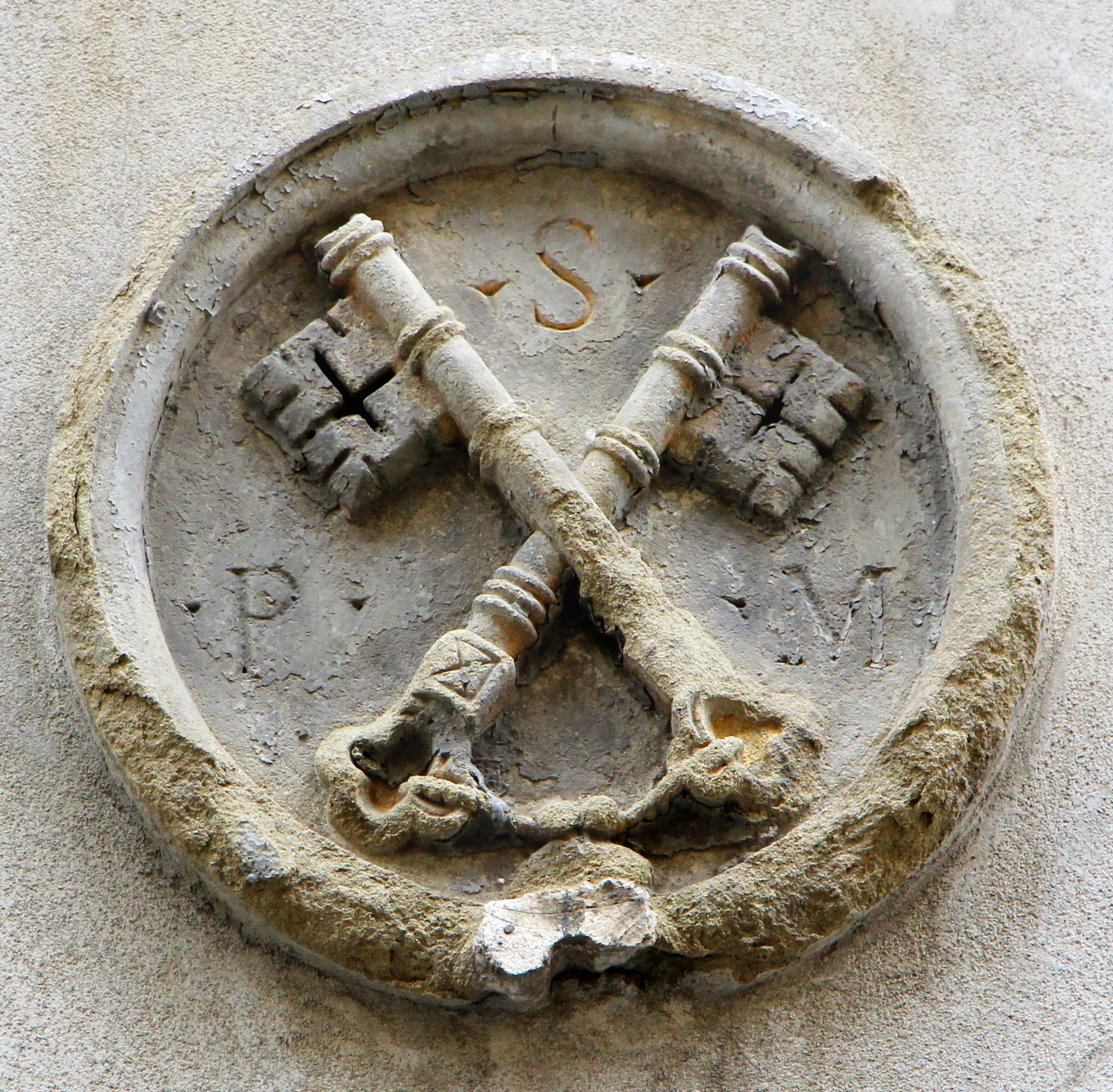
Lo stemma di San Pier Maggiore (su un edificio di borgo Albizzi)

La casa al numero 87 presenta attualmente sulla cantonata e sul fianco di via della Rosa numerosi conci di pietra forte, portati a vista nel corso di un restauro degli anni settanta del Novecento, che indicano nel luogo preesistenze due trecentesche. Sul fronte di via dell'Agnolo, al primo piano, sono due grandi finestre ad arco di disegno quattrocentesco, di inusitata grandezza, tra le quali è una rotella con due chiavi decussate. Queste, che ricorrono anche su altri edifici della zona e in particolare su quello limitrofo contrassegnato dal n. 89, chiariscono il luogo come antica proprietà del vicino monastero di San Pier Maggiore. A questo, in effetti, l'edificio passò nel 1495, dopo essere stato di proprietà delle Santucce.
Ai vari passaggi di proprietà corrispondono i molti interventi sulla struttura, che comprendono anche rifacimenti settecenteschi, come è nel caso del portone. Al tempo di Federico Fantozzi (1843) la casa era di proprietà Tassinari.
Considerazioni analoghe valgono anche l'edificio all'89, in angolo con via Verdi, che pure ha una cantonata in pietraforte che ne chiarisce l'antica edificazione. Rotelle con le chiavi decussate si trovano su entrambi gli affacci, mentre su via dell'Agnolo, in posizione ribassata, si trova una targa che annotava l'origine di una fognatura.
| DAL CANTO CHERICI COMINCIA LA FOGNA E SEGVITA A MEZZO VIA DELL' AGNOLO AL N° 164 |